# Danuta Penkala-Gawęcka
Danuta Penkala-Gawęcka – polska antropolog kulturowa specjalizująca się w antropologii medycznej i etnologii, zwłaszcza etnologii Azji Środkowej.
W 1972 ukończyła studia na Uniwersytecie im. Adama Mickiewicza w Poznaniu. W 1986 tamże uzyskała stopień doktora. W 2007 na podstawie rozprawy Medycyna komplementarna w Kazachstanie. Siła tradycji i presja globalizacji uzyskała stopień doktora habilitowanego nauk humanistycznych w zakresie etnologii, specjalność antropologia.
Pracuje w Instytucie Etnologii i Antropologii Kulturowej UAM. Zajmuje stanowisko Zastępcy Dyrektora ds. Nauki. Od 2010 profesor nadzwyczajna. Jest również członkinią Komitetu Nauk Etnologicznych PAN.

## Wybrane publikacje
- Medycyna komplementarna w Kazachstanie. Siła tradycji i presja globalizacji